# نظام ترميز الإجراءات الخاص بالتصنيف الدولي للأمراض 10
نظام ترميز الإجراءات الخاص بالتصنيف الدولي للأمراض 10 (بالإنجليزية: ICD-10 Procedure Coding System)‏ ويُدعى اختصارًا ICD-10-PCS، هو نظام دولي للتصنيف للطبي يُستعمل في الترميز الإجرائي. تُعتبر مراكز الرعاية الصحية والخدمات الطبية هي المسؤولة عن الحفاظ على مجموعة الترميز الإجرائية للمرضى المقيمين في الولايات المتحدة، وذلك بالتعاقد مع شركة 3إم لنظم المعلومات الصحية، ففي عام 1995 صُمم نظام التصنيف الإجرائي ليحل محل المجلد الثالث التعديل السريري للتصنيف الدولي التاسع للأمراض، والذي يحتوي على التصنيف الإجرائي، أما التعديل السريري للتصنيف الدولي العاشر للأمراض فلا يحتوي عليه، وبالتالي أُطلقَ نظام ترميز الإجراءات الخاص بالتصنيف الدولي للأمراض 10 في عام 1998، ويُحدث سنويًا من ذلك الوقت.